# Powerslave
Powerslave, és un àlbum d'Iron Maiden llançat el 1984 considerat un dels millors de la seva carrera. La portada presenta a l'Eddie (mascota oficial del grup) com un faraó.
Aquest disc va ser gravat pels integrants del grup (Steve Harris, Bruce Dickinson, Nicko McBrain, Dave Murray, Adrian Smith) arran d'unes vacances que van passar a Egipte, ja que van quedar impressionats per la majestuositat de les piràmides. La primera cançó que va aparèixer amb aquesta temàtica va ser Revelations (Piece of Mind), que es considera una protoseqüela de Powerslave.
Aquest disc està basat en diverses anècdotes que van succeir al llarg de la història. Un exemple d'això és la primera cançó del LP Aces High (Steve Harris), que està dedicada a tots aquells pilots anglesos que van morir defensant Anglaterra de la invasió de l'Alemanya nazi. També en aquest LP van experimentar la composició de les primeres cançons de llarga durada com pot ser "The Rime Of The Ancient Mariner".
Aquesta última pista, que encara roman com la més llarga composta fins a la data per la banda, està basada en el llarg poema del mateix nom (traduït al català com "Rima de l'Ancià Mariner) escrit per Samuel Taylor Coleridge a finals del segle xviii.
Encara que sense cap dubte les cançons que més destaquen d'aquest disc són l'anteriorment esmentada "Aces High", la magnífica "2 Minutes To Midnight" (Bruce Dikinson, Adrian Smith) i la cançó que dona el títol al LP, "Powerslave" (Bruce Dickinson); aquest disc donaria l'oportunitat a la banda de fer la gira més extensa de la seva història, World Slavery Tour durant els anys 84-85, en la qual aprofitarien diversos shows per gravar el LP i VHS en directe Live After Death.

## Llista i àudio de cançons
1. Aces High Arxivat 2008-12-04 a Wayback Machine. (4:29), Harris
2. 2 Minutes to Midnight Arxivat 2008-12-04 a Wayback Machine. (6:00), Dickinson, Smith
3. Losfer Words (Big 'Orra) Arxivat 2008-12-04 a Wayback Machine. (4:13), Harris
4. Flash of the Blade Arxivat 2008-08-27 a Wayback Machine. (4:02), Dickinson
5. The Duellists Arxivat 2008-09-07 a Wayback Machine. (6:07), Harris
6. Back in the Village Arxivat 2008-12-04 a Wayback Machine. (5:00), Dickinson, Smith
7. Powerslave Arxivat 2008-12-04 a Wayback Machine. (7:18), Dickinson
8. Rime of the Ancient Mariner Arxivat 2008-09-07 a Wayback Machine. (13:36), Harris

## Integrants
- Steve Harris - baixista
- Bruce Dickinson - vocalista
- Dave Murray - guitarrista
- Adrian Smith - guitarrista
- Nicko McBrain - bateria